# Фофа

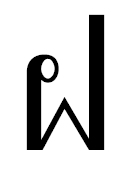

Фофа (тайск. ฝา, фа — «крышка») — фо, 29-я буква тайского алфавита, в инициали слога обозначает глухой губно-зубной спирант. В качестве  инициали слога по стилю тонирования относится к аксонсунг (верхний класс), финалью слога не бывает. В лаосском алфавите соответствует букве фофон (дождь).